# Wojciech Wołoch
Wojciech Emil Wołoch (ur. 13 września 1969 w Terespolu) – polski urzędnik państwowy, pułkownik Straży Granicznej, od 2024 wicewojewoda lubelski.

## Życiorys
Ukończył Wyższą Szkołę Oficerską Wojsk Zmechanizowanych oraz politologię na Uniwersytecie Warszawskim. Od 1992 służył w Straży Granicznej, dochodząc do stopnia pułkownika. Zajmował stanowiska komendanta placówek, zastępcy komendanta Nadbużańskiego Oddziału Straży Granicznej oraz zastępcy i p.o. komendanta Karpackiego Oddziału Straży Granicznej. W 2010 przeszedł na emeryturę, następnie od 2011 do 2016 pracował na stanowiskach kierowniczych w Lubelskim Urzędzie Wojewódzkim. Zajął się także prowadzeniem przedsiębiorstwa.
W 2010 kandydował bez powodzenia do sejmiku lubelskiego z ramienia Platformy Obywatelskiej. Później zaangażował się w działalność polityczną w ramach Polski 2050, został członkiem zarządu partii w regionie lubelskim. 16 stycznia 2024 powołany na stanowisko pierwszego wicewojewody lubelskiego.
W 2000 został odznaczony Brązowym Krzyżem Zasługi za zasługi w ochronie granicy państwowej, a w 2004 Srebrnym Krzyżem Zasługi za wzorowe, wyjątkowo sumienne wykonywanie obowiązków wynikających z pracy zawodowej.